# Ibn Abd-al-Múnim al-Himyarí
Abu-Abd-Al·lah Muhàmmad ibn Muhàmmad ibn Abd-Al·lah ibn Abd-al-Múnim ibn Abd-an-Nur al-Himyarí (àrab: أبو عبد الله محمد بن محمد بن عبد الله بن عبد المنعم بن عبد النور الحميري, Abū ʿAbd Allāh Muḥammad b. Muḥammad b. ʿAbd Allāh b. ʿAbd al-Munʿim b. ʿAbd an-Nūr al-Ḥimyarī), més conegut senzillament com Ibn Abd-al-Múnim al-Himyarí, fou un geògraf àrab magrebí, probablement d'època marínida, autor del diccionari geogràfic titulat Kitab ar-rawd al-mitar fi-khàbar al-aqtar. De la seva vida no se'n sap res.